# Rubena
Rubena es una localidad y un municipio situados en la provincia de Burgos, en la comunidad autónoma de Castilla y León (España), comarca de Alfoz de Burgos, partido judicial de Burgos, cabecera del ayuntamiento de su nombre.
Situada en la suave pendiente que desde Burgos asciende al Alto de la Brújula, recibe su nombre del modesto, aunque peligroso, río Vena, que atraviesa su término municipal.
En 2015, en la aprobación por la Unesco de la ampliación del Camino de Santiago en España a «Caminos de Santiago de Compostela: Camino francés y Caminos del Norte de España», España envió como documentación un «Inventario Retrospectivo - Elementos Asociados» (Retrospective Inventory - Associated Components) en el que en el n.º 1311 figura la localidad de Rubena, con un ámbito de elementos asociados.

## Geografía
Tiene un área de 9,77 km² con una población de 187 habitantes (INE 2007) y una densidad de 19,14 hab/km².
Está integrado en la comarca de Alfoz de Burgos, situándose a 13 kilómetros del centro de la capital burgalesa. Su término municipal está atravesado por la antigua carretera N-1 entre los pK 249 y 252 así como por la autovía A-1 que enlaza con la  autopista AP-1. 
El relieve está influido por el río Vena que discurre por su territorio de noreste a suroeste y forma un pequeño valle en el que se alza el pueblo a 913 metros sobre el nivel del mar. Por el norte del pueblo la altura se acerca a los 1000 metros y por el sur ascienden hasta los 970 metros. 
| Noroeste: Hurones | Norte: Hurones, Quintanapalla | Noreste: Quintanapalla      |
| Oeste: Burgos     |                               | Este: Atapuerca             |
| Suroeste: Burgos  | Sur: Orbaneja Riopico         | Sureste: Cardeñuela Riopico |

## Demografía
Rubena cuenta con una población de 219 habitantes (INE 2024).
| Gráfica de evolución demográfica de Rubena entre 1842 y 2021                                                          |
| |
| Población de derecho según los censos de población del INE. Población de hecho según los censos de población del INE. |

| 1991 |  | 1996 |  | 2001 |  | 2004 |  | 2006 |  | 2007 |
| ---- |  | ---- |  | ---- |  | ---- |  | ---- |  | ---- |
| 165  |  | 157  |  | 172  |  | 176  |  | 194  |  | 187  |

## Historia

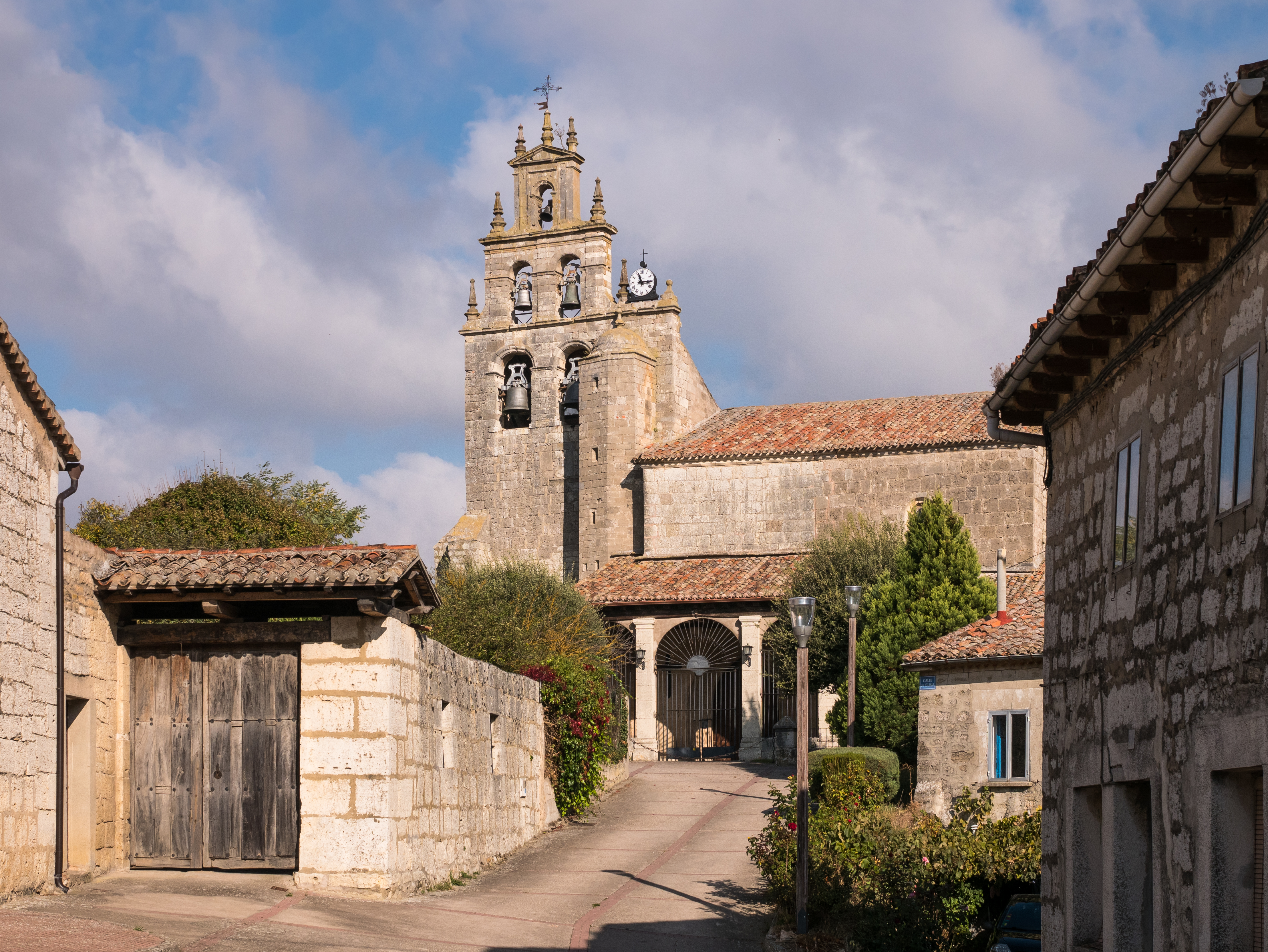
Iglesia

Lugar que formaba parte del Alfoz y Jurisdicción de Burgos en el partido de Burgos, uno de los catorce que formaban la Intendencia de Burgos durante el periodo comprendido entre 1785 y 1833, tal como se recoge en el Censo de Floridablanca de 1787. Tenía jurisdicción de abadengo, dependiente del Monasterio de Benitos de Oña y también de realengo con alcalde pedáneo.

## Urbanismo
Plan Regional de Ámbito Territorial del complejo de Actividades Económicas de Burgos-Riopico. La finalidad es constituir una gran área logística-empresarial e industrial para la ciudad de Burgos y su entorno territorial inmediato, encuentra en estos planes la figura adecuada para su ordenación integrada, con incidencia territorial directa sobre los términos municipales de Burgos, Orbaneja Riopico, Cardeñajimeno y Rubena.